# Dingy-en-Vuache
Dingy-en-Vuache là một xã trong tỉnh Haute-Savoie thuộc vùng Auvergne-Rhône-Alpes đông nam Pháp.